# Baalshamintemplet
Baalshamintemplet var ett antikt tempel i staden Palmyra i Syrien avsett för kulten av den kananitiska guden Baalshamin. 
Templet byggdes år 131 e.Kr. Altaret framför templet är daterat till 115 e.Kr. På 500-talet blev templet en kristen kyrka.
Templet återupptäcktes av schweiziska arkeologer 1954–1956; templet var en av de bäst bevarade antika byggnaderna i staden Palmyra. År 1980 togs byggnaden upp på Unescos lista över världsarv. Den 23 augusti 2015 förstördes templet i det närmaste totalt efter att IS-terrorister placerat stora mängder sprängämnen inne i templet och sedan sprängt det. Unesco beskrev sprängningen av Baalshamintemplet som ett krigsbrott.